# Hofmark Amerang

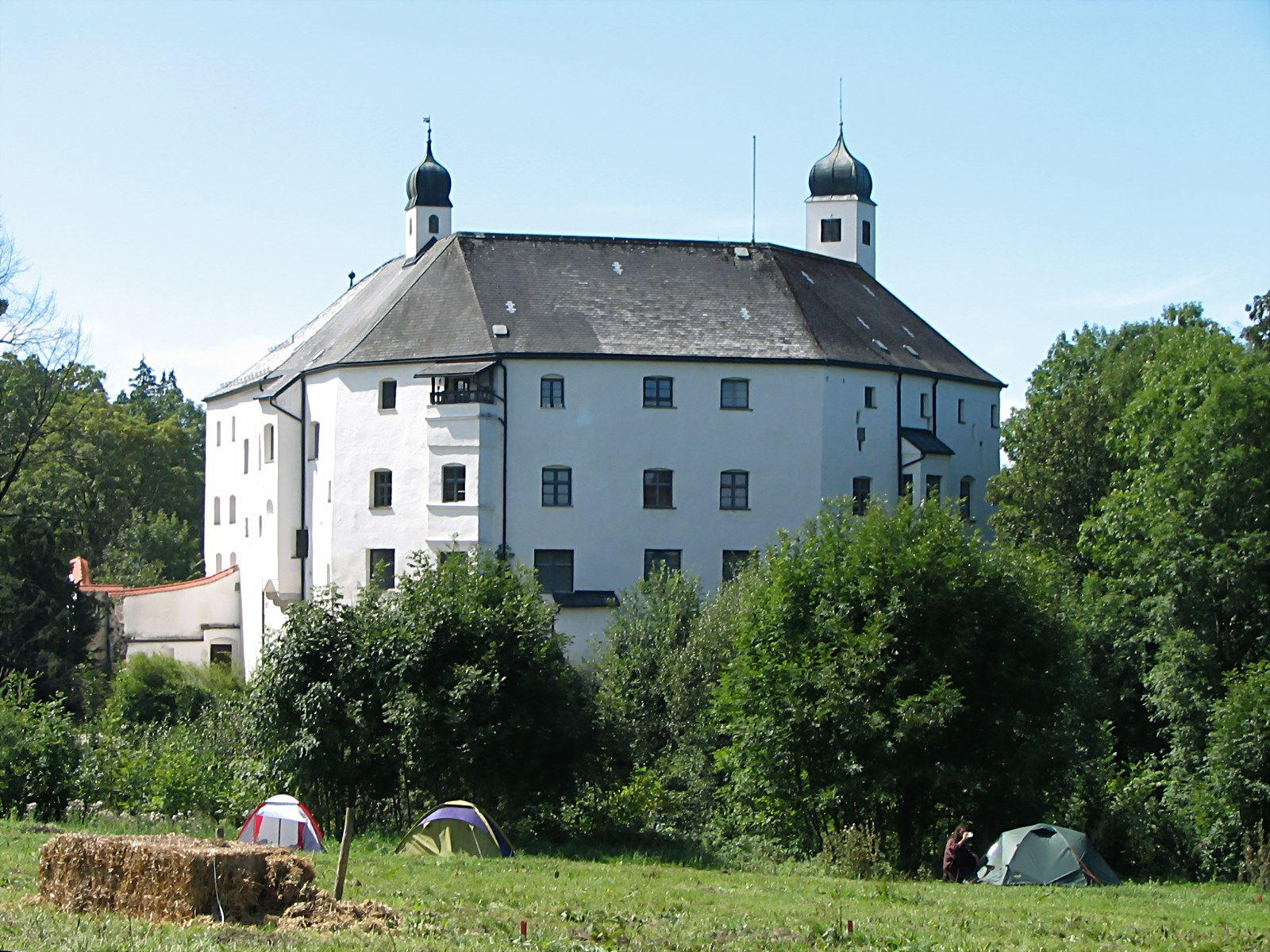
Schloss Amerang

Die Hofmark Amerang war eine geschlossene Hofmark mit Sitz auf Schloss Amerang in Amerang, heute eine Gemeinde im oberbayerischen Landkreis Rosenheim.
Nach dem Tod von Nikolaus II. von Amerang im Jahr 1330 herrschten die Laiminger auf Schloss Amerang. Seit jener Zeit wurde die Herrschaft als Hofmark bezeichnet, welche die Niedere Gerichtsbarkeit bis zur Mitte des 19. Jahrhunderts besaß.
Die Hofmark wurde 1848 aufgelöst.